# Carta di Calatayud
La Carta di Calatayud è stato un documento firmato dal guanarteme, titolo attribuito ad uno dei re dei territori di Gran Canaria, Tenesor Semidán, e dai Re di Spagna: Ferdinando II d'Aragona e Isabella di Castiglia. È stato firmato il 30 maggio del 1481 e sanciva la fine della guerra di conquista dell'isola di Gran Canaria oltre alla creazione del "Regno delle Canarie", stabilendo un forte grado di autonomia dei territori dalla Corona Spagnola.
Permetteva inoltre il libero spostamento degli abitanti delle Canarie nel territorio appartenente alla Spagna, comprese le altre isole dell'arcipelago canario e i territori coloniali in America. Inoltre, la Carta di Calatayud dichiarava l'entrata delle altre isole canarie non ancora conquistate (La Palma e Tenerife) nel neo-creato "Regno delle Canarie". Gli altri diritti stabiliti dal documento sono:
- Capacità di coniare moneta propria.
- Possibilità di commerciare indipendentemente dal monopolio commerciale spagnolo.
- Mantenimento delle norme civili aborigene (i guanci, conosciuti anche come Magos), come il diritto della separazione della donna.
- Rivendicazione dei diritto da parte dei canari davanti ai tribunali.
- Creazione della Milizia Canaria.
- Spartizione della terra e dei mezzi produttivi tra i canari.
- Mantenimento dei titoli nobiliari canari.
- Regime fiscale diverso.

La validità della Carta non è stata rispettata del tutto dalla Corona Spagnola durante l'occupazione, ed è stata poi completamente annullata nel XVIII secolo durante un processo di centralizzazione dei poteri statali nelle mani del potere monarchico.